# Banco di San Fernando
Il Banco di San Fernando o Banco Spagnolo di San Fernando, antico precursore della attuale Banca di Spagna, fu una istituzione bancaria del Regno di Spagna, fondata nel 1820 durante il Triennio Liberale Spagnolo.

## Istituzione
Il Banco venne istituito nel 1820, nel corso del primo anno del cosiddetto Triennio Liberale, seguito alla rivoluzione iniziata all'inizio di quell'anno dal tenente colonnello Rafael del Riego.
Esso fu voluto dal ministro delle finanze liberale Luis López Ballesteros, al fine di poter sostituire il vecchio Banco di San Carlo, istituito da Carlo III sin dal 1782.  

E nel frattempo decaduto di ruolo, anche a causa degli ingenti oneri di cui era stato caricato dal restaurato governo di Ferdinando VII, per finanziare le ingenti spese dello Stato, legate alla ricostruzioni seguite alle immense distruzioni della guerra ed al mantenimento del nuovo corpo di spedizione francese, inviato, questa volta, dal Borbone Luigi XVIII, a sostegno di Ferdinando VII.

## Sostituzione del Banco di San Carlo
L'intenzione era garantire il carattere pubblico dell'istituto di emissione, tanto che lo Statone sottoscrisse un terzo del capitale, mentre quello del San Carlo era interamente privato.
La nuova istituzione assunse il debito del predecessore e, nel 1829, anche il restante capitale.

## La crisi delle guerre carliste
Dopo la morte di Ferdinando VII e l'ascesa al trono della figlia Isabella II, di appena due anni, lo Stato spagnolo dovette affrontare una lunga guerra civile, nota come guerre carliste.  Ciò che suggerì al governo di convertire il Banco di San Fernando in veicolo di finanziamento, specie in occasione della prima guerra carlista.
Nei due decenni successivi, concentrò l'attività sulle operazioni finanziarie dello Stato.  Ciò che determinò condizioni assai più stabili.

## Messa in liquidazione
Il 25 febbraio 1847, il San Fernando venne fuso con il Banco di Isabella II, una istituzione privata nata nel 1844 per finanziare la nascente industrializzazione del Regno.
La nuova istituzione prese il nome di Banca di Spagna ed ereditò i privilegi di istituto di emissione.
| Controllo di autorità | VIAF (EN) 157845578 · ISNI (EN) 0000 0001 2097 7386 · LCCN (EN) n81068016 · J9U (EN, HE) 987007576678405171 |